# شمشیرک (دستگاه جین)
شمشیرَک یکی از قطعات دستگاه جین کارخانه پنبه است.
این قطعه به همره دیسک اره‌ای در دستگاه جین استفاده می‌شود تا بتوانند پنبه‌ها را از دانه آنها جدا کنند. 
اختلاف اندازه دانه‌ها اغلب باعث کج شدن دیسک اره‌ای و سایش دو قطعه می‌شود. یکی از بهترین فلزها که برای ساختن شمشیرک بکار می‌رود چدن خاکستری است که بر روی آن پوشش کرم سخت داده شود.